# Miniera Respica-Pagliarello

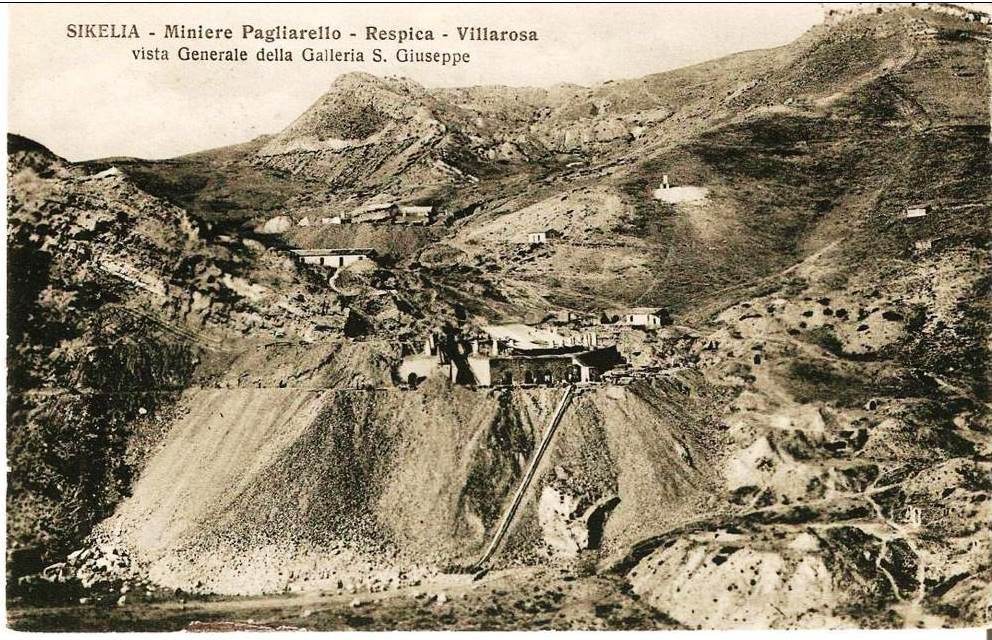
miniera

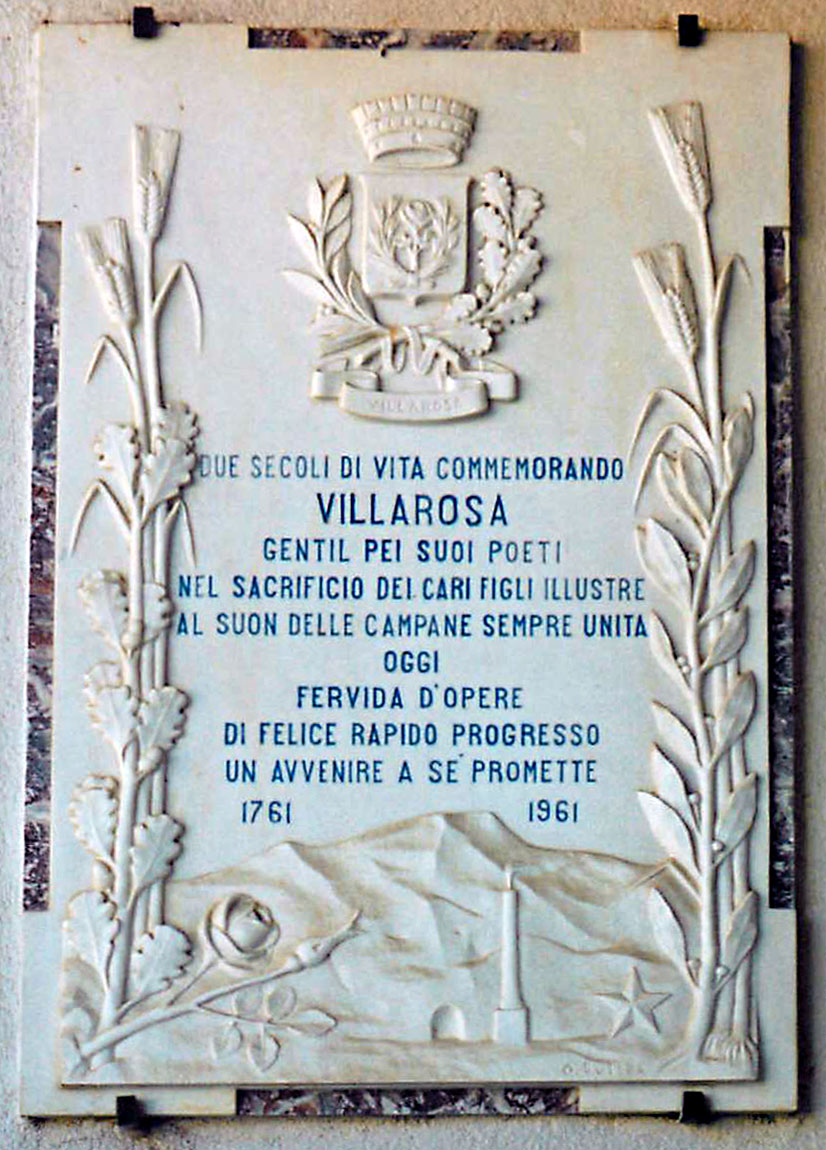
Bassorilievo della miniera nella lapide commemorativa

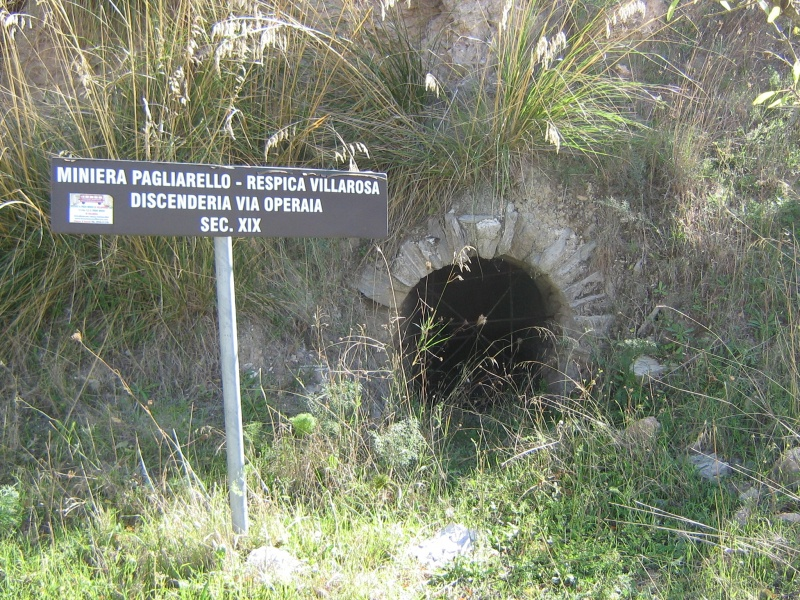
Una delle discenderie (ingressi degli operai)

La miniera Respica-Pagliarello  è una solfara, dismessa, situata a Villarosa.

## Storia
È nominata per la prima volta nel 1761. Proprietario della miniera fu il Duca di Villarosa D. Placido Notarbartolo. Nel 1906 la solfara Pagliarello venne ceduta, dal cav. G. Notarbartolo, in locazione alla ditta Trewhella e al signor Carlo Sarauw che la esercirono, con facoltà di effettuare ricerche per l'individuazione di giacimenti zolfiferi in tutte le terre limitrofe. I locatari costruirono la ferrovia mineraria Sikelia che partiva dalla miniera e arrivava alla stazione di Villarosa. Quando il commercio dello zolfo siciliano andò in rovina, finì pure il periodo della ferrovia mineraria Sikelia.
Nel Palazzo Municipale vi è presente una lapide commemorativa a ricordo al bicentenario della fondazione: 
VILLAROSA

GENTIL PEI SUOI POETI

NEL SACRIFICIO DEI CARI FIGLI ILLUSTRE

AL SUON DELLE CAMPANE SEMPRE UNITA

OGGI

FERVIDA D'OPERE

DI FELICE RAPIDO PROGRESSO

UN AVVENIRE A SÉ PROMETTE

1761 1961»